# الحدائق المائية
الحدائق المائية هي أحد الحدائق في مدينة مليلية الإسبانية المتمتعة بالحكم الذاتي. وهم موجودون في Modernist Ensanche . 

## تاريخ
افتتحت في أغسطس 2006 بعد فترة من البناء والاستراحات. تمتد هذه الحديقة على قطعة أرض مستطيلة تبلغ مساحتها حوالي 0.6 هكتار، وتقع على الضفة اليسرى لنهر أورو، بالقرب من مصبه، وتمتد بموازاة شارع سيوداد دي مالقة الجديد. يمتد طوله من جسر تريانا إلى ممشى رافائيل جينيل كانياماكي، الذي يحد شاطئ سان لورينزو. 

## وصف
زُينت الحديقة بصفين من أشجار النخيل في جزيرة الكناري، وبعضها من أقدم الأشجار المزروعة من بستان النخيل في الورش السابقة للشركة الإسبانية لمناجم الريف في الثمانينيات. بالإضافة إلى ذلك، يوجد بها عدة نوافير، اثنتان منها دائرية عند الأطراف وواحدة غير منتظمة الشكل في الوسط.
فيما يتعلق بالنباتات، تقدم الحدائق المائية مجموعة واسعة من النباتات، بما في ذلك النباتات العشبية والنباتات الخشبية والصبار والنباتات العصارية ، وقد تم إدخال الكثير منها مؤخرًا إلى مليلية. ويبرز نبات الصبار وغيره من النباتات العصارية بشكل خاص في الجزء الشرقي من الحديقة، على الرغم من أن بعض الأنواع في تراجع بسبب التأثير البحري القوي في المنطقة. بالإضافة إلى ذلك، هناك مجموعة ملحوظة من نباتات الصبار ، مثل الصبار واليوكا والأغاف وغيرها من النباتات من هذا النوع، موزعة في جميع أنحاء المساحة الخضراء. 
تحتوي الحدائق المائية على نوافير خفيفة. تجمع هذه النوافير بين نفاثات المياه والمؤثرات الضوئية الملونة التي تضيء ليلاً. ومن أبرز النوافير تمثال امرأة نصف إنسان ونصف حورية البحر. لا تعد هذه النافورة نقطة جذب بصرية خلال النهار فحسب، بل تنبض بالحياة ليلاً بفضل نظام الأضواء الملونة التي تضيء نفاثاتها المائية.

وبالإضافة إلى هذه النافورة المركزية، تضم الحديقة نوافير أخرى ذات نفاثات مائية مدمجة مع تأثيرات الإضاءة. 

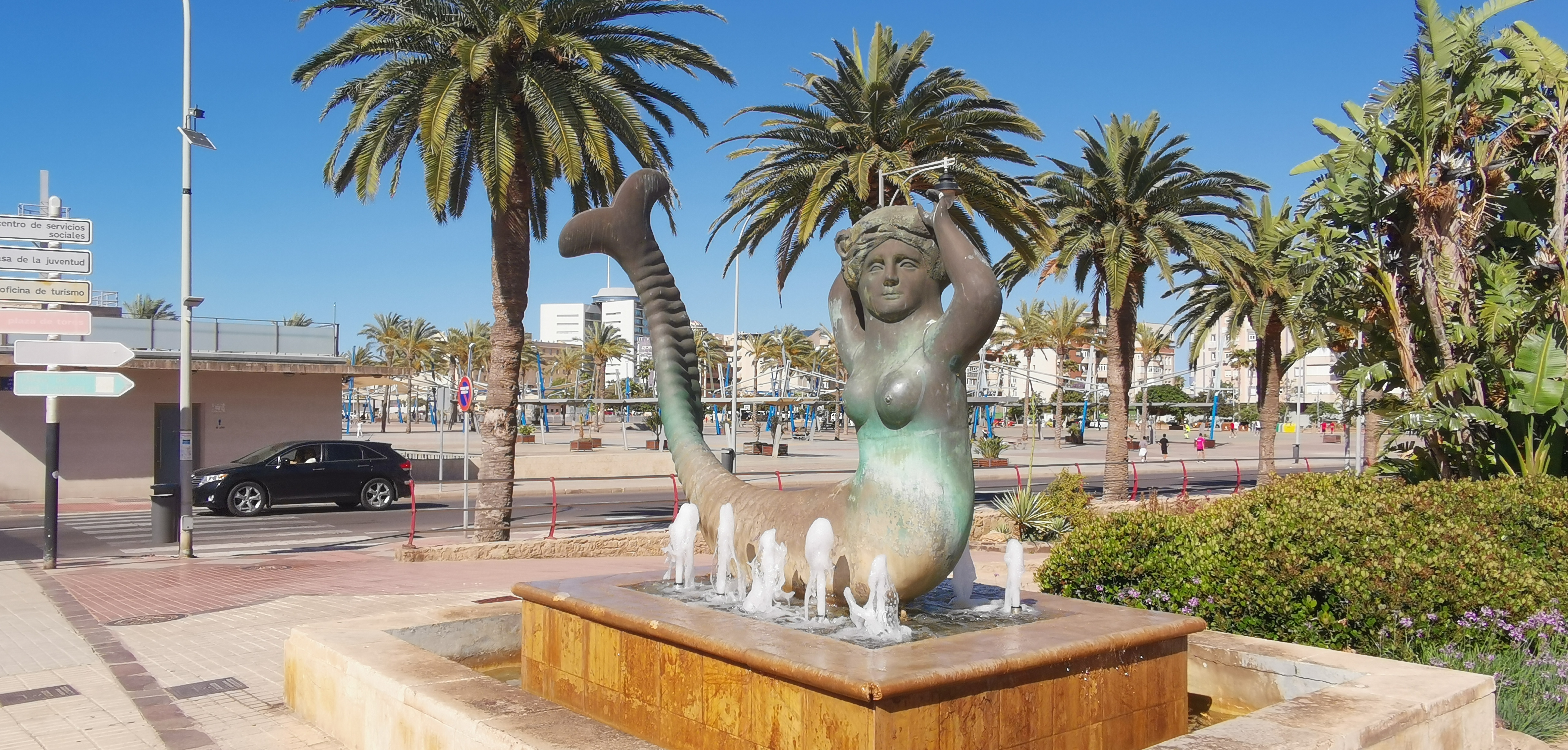
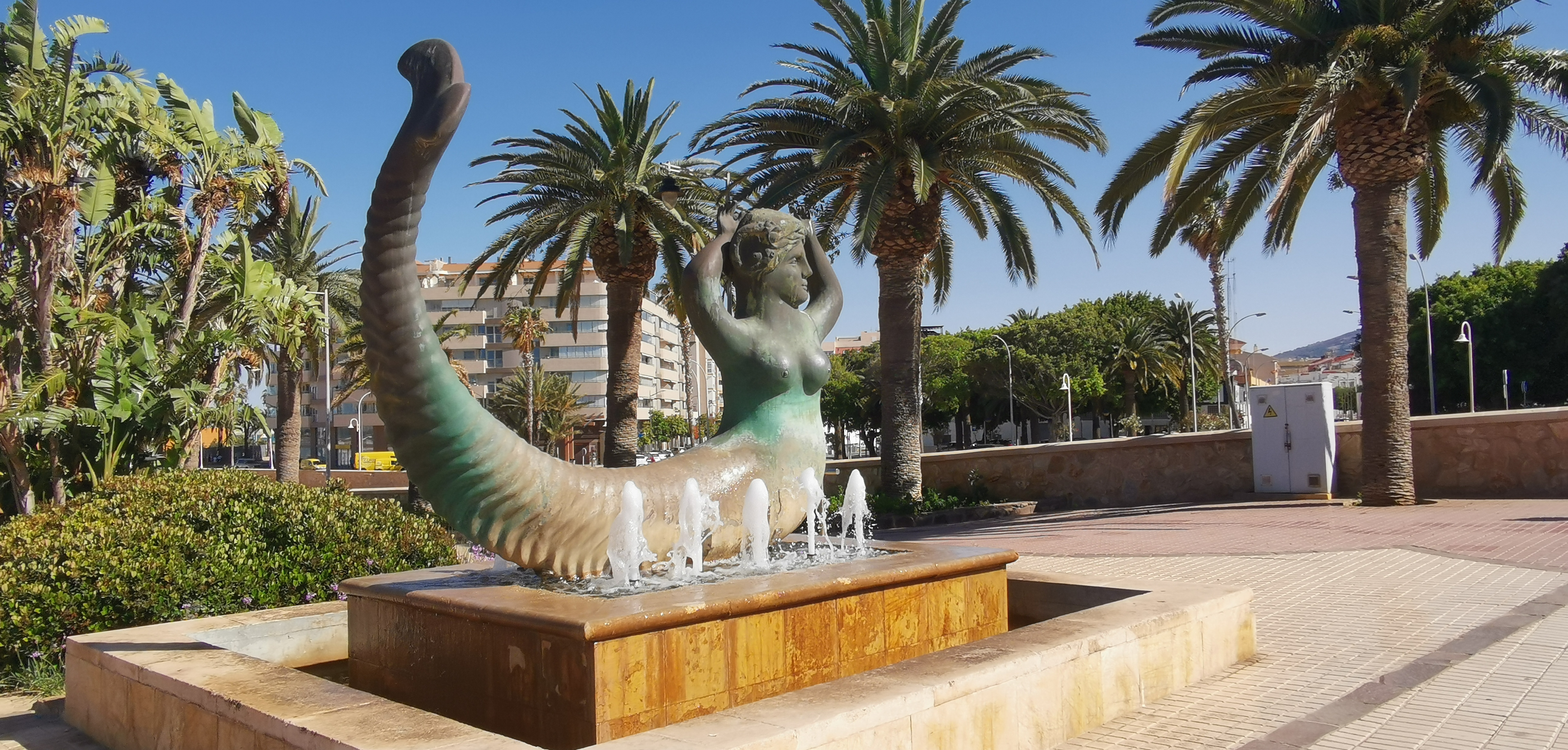